# Propria Cures
Propria Cures (latim para "Cuida da sua vida") é um jornal estudantil satírico holandês, publicado semanalmente em Amesterdão. Fundado em 1890, é um dos jornais estudantis mais antigos da Holanda. Seus principais assuntos são, ou foram, literatura moderna, corrupção na mídia e o debate sobre a eutanásia na Europa Ocidental.

## Controvérsias
Desde a sua criação, o Propria Cures (coloquialmente, PC) é um fórum para pensadores livres, boêmios e talentos em ascensão. O PC é especializado em publicar coisas que ninguém mais está disposto ou é capaz de dizer. Como resultado, o PC é um dos poucos jornais da história editorial holandesa do pós-guerra que foi condenado por blasfêmia. Em 1965, um artigo do PC referia-se a Jesus como "filho do carpinteiro que se autoajudava". O jornal foi multado em cem florins.
Em 1992, Propria Cures publicou uma montagem de fotos do escritor Leon de Winter deitado em uma vala comum, expressando a opinião de que De Winter estava explorando sua formação judaica. O PC foi condenado na justiça e teve que pagar dez mil florins por danos, além de publicar um pedido de desculpas.

## Editores
O PC emprega um grande número de editores convidados, além de sua equipe regular. Seus editores incluíram vários escritores holandeses, figuras da mídia e políticos conhecidos, incluindo o poeta Tom van Deel, o polemista Menno ter Braak, o poeta e romancista J. Slauerhoff e ex-comissário da UE Frits Bolkestein. Os editores atuais do PC são Billie Nuchelmans e Tessa Sparreboom.